# Feliciano Viera
Feliciano Viera (ur. 1872, zm. 1927) – urugwajski polityk, członek partii Colorado.
Prezydent Urugwaju w latach 1915–1917. Viera był blisko związany politycznie ze swym poprzednikiem José Batlle y Ordóñezem, który długo był wiodącą postacią na politycznej scenie Urugwaju i w którego rządzie pełnił urząd ministra administracji, zanim sam został prezydentem.